# Yao (władca)
Yao – w mitologii chińskiej jeden z legendarnych Pięciu Cesarzy. Tradycja datuje jego panowanie na lata 2356-2255 p.n.e.
Konfucjaniści uważali go za ideał władcy; w Księdze dokumentów nazywany jest „Dobroczyńcą” i określany jako czcigodny, światły, doskonały, szczery, łagodny i skromny. Zalety władcy wysławiają także Dialogi konfucjańskie.
Według legend za panowania Yao na Chiny miały spaść liczne klęski, najpierw susza, a następnie potop. Na swojego następcę wyznaczył Shuna.
Yao przypisywane jest wynalezienie gry weiqi.